# Томас Йохан Зеебек
Томас Йохан Зеебек (на немски: Thomas Johann Seebeck) е немско-естонски физик, открил през 1821 г. термоелектричния ефект.

## Биография
Зеебек е роден в Ревал (днес Талин, Естония) в заможното семейство на търговец. Получава медицинска степен през 1802 от Гьотингенския университет, но предпочита да изучава физика.